# Верхнеуслонский район
Верхнеуслонский район (тат.  Югары́ Осла́н районы́) — административно-территориальная единица и муниципальное образование (муниципальный район) в составе Республики Татарстан Российской Федерации. Расположен на северо-восточной части Приволжской возвышенности, на правобережье Волги. Административный центр — село Верхний Услон.
Современные границы Верхнеуслонского района установили в 1931 году. С XVI века основным занятием населения была добыча горной породы, поэтому на 2020 год район знаменит своими предприятиями по изготовлению кирпича.
С 2012 года в районе на территории города Иннополис находится одноимённая особая экономическая зона, которая стала пятой в стране технико-внедренческой зоной.

## География
Верхнеуслонский район находится в северо-восточной части Приволжской возвышенности, на правобережье Волги в месте её слияния со Свиягой и Сулицей. Другие крупные районные реки, общей длиной не менее 15 км: притоки Сулицы Клянчейка и Чангара, приток Свияги Бия. На севере и северо-западе район граничит с Зеленодольским, на юге и юго-западе — с Камско-Устьинским, Апастовским и Кайбицким районами, на востоке через водораздел реки Волга — с Лаишевским районом Татарстана и с Кировским районом Казани. Площадь Верхнеуслонского муниципального района составляет 130,3 тыс. га, в том числе лесная зона — 23 тыс. га, земли сельскохозяйственного назначения составляют 84,8 тыс. га, пашни — 54,1 тыс. га. По своим природно-климатическим условиям Верхний Услон характеризуется умеренным климатом и переходом почвенно-растительных зон от леса к степи. Почвы глинистые, из полезных ископаемых имеются известняки, глины, доломиты, пески и песчаники. Рельеф в основном волнисто-равнинный, с обрывами и долинами рек, многочисленными оврагами и балками. Административный центр — село Верхний Услон.

## Герб и флаг
Совет Верхнеуслонского муниципального района Республики Татарстан утвердил современные герб и флаг 14 марта 2006 года. Основной цвет герба — красный, он символизирует мужество, силу, труд и красоту. На этом фоне изображён высокий, обрывистый берег — услон, указывающий на название района. На услоне сидит сокол, так как в древние времена на территории широкой популярность пользовалась соколиная охота. Готовая к полёту птица символизирует связь времён, устремлённость жителей в будущее, а также является символом храбрости, разума и стремительности. Так как большая часть границ района располагается по течению Волги и Свияги, в нижней части герба находится голубая волнистая полоса, отражающая географические особенности местности. Флаг представляет собой прямоугольное красное полотнище, вдоль нижнего края находится синяя волнистая полоса (она занимает 1/5 ширины полотнища) с графическим обозначением волн, основной цвет полотнища красный. На флаге использует та же символика, что и на гербе.

## История

### Предыстория
В первой половине XVI века территория современного Верхнеуслонского района принадлежала Казанскому ханству и около Сокольничьей горы была заселена разбойниками. После ужесточения меры наказания беглых крестьян, люди бежали не только на Дон, но и на Волгу. Всё, что было ниже Казани, называлось низовой вольницей. С горы Соколка разбойники высматривали торговые суда, проходящие по Волге, и называли себя соколами. Из-за постоянных грабежей и набегов соколов государство решило избавиться от них: Ермак Тимофеевич со своей ватагой довольно быстро прогнали разбойников с территории. Чуть позднее в двух километрах от территории села Верхний Услон образовали село Печищи, жители которого добывали камень у Услонской горы, затем его перекатывали на берег и грузили на баржи. Благодаря добытому в Печищах камню отстроили стены Казанского Кремля и Свияжского монастыря. В конце концов в селе открыли завод по обжигу известняка, который работал вплоть до 1980 года.
До 20-х годов XVIII века территория Верхнеуслонского района принадлежала Свияжскому уезду Казанской губернии. В 1565 году здесь образовались одни из самых крупных поселений того времени: Бусурманская слобода (130 крестьянских дворов), Моркваши (51 крестьянский двор) и Бурнашево (50 крестьянских дворов). Во время правления Петра I крестьяне Свияжского уезда не были приписаны к заводам и не отправлялись на строительство Санкт-Петербурга, но они до 45 лет являлись рекрутерами, которых в любой момент могли забрать в армию, независимо от здоровья, семейного положения и наличия детей. В 1594 году образовалось село Верхний Услон — «сельцо Услон». В 1708 году образовали Казанскую губернию, территория Верхнеуслонского района отошла к Свияжской провинции. В 1775—1780-х годах Екатерина II вновь провела административно-территориальную реформу, разделив Казанскую губернию на 12 уездов, но Верхнеуслонский район так и относился к Свияжску до 1927 года, когда образован одноимённый кантон Татарской АССР.
В 1927-м район разделили, часть территории передали вновь образованному Теньковскому району, часть оставили Свияжскому. Верхнеуслонский район был образован 20 октября 1931 года путём объединения Теньковского и Свияжского районов. Во время Второй мировой войны Печищинский районный мелькомбинат снабжал округу едой, за что получил название в народе «Красная Кормилица». С 1941-го по 1942-й в небольшом двухэтажном здании рядом с комбинатом жил народный поэт Белоруссии Янка Купала (Иван Доминикович Луцевич, который был удостоен Сталинской премии за сборник «От сердца»). 16 июля 1958 года территория Верхнеуслонского увеличилась за счёт части упразднённого Теньковского района. 1 февраля 1963-го район был упразднён, а земля передана Зеленодольскому, но уже 12 января 1965 года Верхнеуслонский восстановили в современных границах.

### Современность
В 2006 году Верхнеуслонский район возглавил Владимир Осянин. До этого он с 1997 года являлся главой администрации района. Осянин оставил пост в 2010 году в связи с переходом на должность начальника управления по охране и использованию объектов животного мира Республики Татарстана. Исполняющим обязанности главы назначили Александра Тимофеева, который долгое время возглавлял Лаишевский район. В должности главы Верхнеуслонского района его утвердили в 2011 году, но уже через несколько месяцев отстранили. С 2012 года главой Верхнеуслонского муниципального района является Марат Зиатдинов.

## Население
В 2019 году численность населения по прописке в Верхнеуслонском районе составила 16,2 тыс. человек. На начало 2020-го в районе проживают 15 935 человек. В городских условиях (город Иннополис) проживают 2,5 % населения района. Постоянно проживает порядка 23 тысяч человек, в весенне-летний сезон — до 60 тысяч.
Согласно итогам Всероссийской переписи населения 2020 года (из числа указавших национальность), русские составляют 64,8 % населения района, татары — 25,6 %, чуваши — 4,3 %. Верхнеуслонский район один из 10 районов республики, где русские составляют большинство.
| 1939    | 1959    | 1970    | 1979    | 1989    | 2002    | 2003    | 2004    | 2005    |
| ------- | ------- | ------- | ------- | ------- | ------- | ------- | ------- | ------- |
| 41 501  | ↘36 197 | ↘28 530 | ↘23 322 | ↘19 894 | ↘17 957 | ↗18 000 | ↘17 500 | ↘17 007 |
| 2006    | 2007    | 2008    | 2009    | 2010    | 2011    | 2012    | 2013    | 2014    |
| ↘16 739 | ↘16 630 | ↘16 536 | →16 536 | ↗16 641 | ↘16 608 | ↗16 659 | ↘16 534 | ↗16 619 |
| 2015    | 2016    | 2017    | 2018    | 2019    | 2021    |         |         |         |
| ↘16 503 | ↗16 580 | ↘16 457 | ↘16 317 | ↘16 216 | ↗17 495 |         |         |         |

## Муниципально-территориальное устройство
В состав муниципального образования входят 74 населённых пункта, которые объединены в 19 сельских и 1 городское (Иннополис) поселений. В 2014 году деревню Ясная Звезда исключили из состава Теньковского сельского поселения Камско-Устьинского района и передали Майданскому сельскому поселению Верхнеуслонского района. В этом же году посёлок Иннополис преобразовали в город, а муниципальное образование «Введенско-Слободское сельское поселение» разделили на муниципальные образования:
- «город Иннополис» в составе города Иннополис (административный центр) и прилегающей к нему территории, наделённое статусом городского поселения;
- «Введенско-Слободское сельское поселение» в составе села Введенская Слобода (административный центр) и прилегающих к нему территорий, включая территории деревень Елизаветино, Медведково, Савино, посёлков Восточная Звезда, «Детский санаторий», Петропавловская Слобода[45][46].

| №        | Муниципальное образование                    | Админ. центр                     | Количество населённых пунктов | Население (чел.) | Площадь (км²) |
| -------- | -------------------------------------------- | -------------------------------- | ----------------------------- | ---------------- | ------------- |
| 1e-06    | Городское поселение                          |                                  |                               |                  |               |
| 1        | город Иннополис                              | город Иннополис                  | 1                             | ↗3955            |               |
| 1.000002 | Сельские поселения                           |                                  |                               |                  |               |
| 2        | Большемеминское сельское поселение           | село Большие Меми                | 3                             | ↘294             |               |
| 3        | Бурнашевское сельское поселение              | село Татарское Бурнашево         | 6                             | ↘605             |               |
| 4        | Вахитовское сельское поселение               | деревня имени Мулланура Вахитова | 5                             | ↘389             |               |
| 5        | Введенско-Слободское сельское поселение      | село Введенская Слобода          | 7                             | ↘479             |               |
| 6        | Верхнеуслонское сельское поселение           | село Верхний Услон               | 3                             | ↘4364            |               |
| 7        | Канашское сельское поселение                 | деревня Канаш                    | 3                             | ↘251             |               |
| 8        | Кильдеевское сельское поселение              | село Кильдеево                   | 4                             | ↘331             |               |
| 9        | Коргузинское сельское поселение              | село Коргуза                     | 3                             | ↘574             |               |
| 10       | Кураловское сельское поселение               | село Куралово                    | 2                             | ↘1272            |               |
| 11       | Майданское сельское поселение                | село Майдан                      | 2                             | ↘305             |               |
| 12       | Макуловское сельское поселение               | село Русское Макулово            | 5                             | ↘1576            |               |
| 13       | Набережно-Морквашское сельское поселение     | село Набережные Моркваши         | 7                             | ↘1015            |               |
| 14       | Нижнеуслонское сельское поселение            | село Нижний Услон                | 2                             | ↘475             |               |
| 15       | Новорусско-Маматкозинское сельское поселение | село Старое Русское Маматкозино  | 3                             | ↘240             |               |
| 16       | Октябрьское сельское поселение               | посёлок Октябрьский              | 4                             | ↘654             |               |
| 17       | Печищинское сельское поселение               | село Печищи                      | 2                             | ↘746             |               |
| 18       | Соболевское сельское поселение               | село Соболевское                 | 3                             | ↘204             |               |
| 19       | Шеланговское сельское поселение              | село Шеланга                     | 5                             | ↘1166            |               |
| 20       | Ямбулатовское сельское поселение             | село Ямбулатово                  | 3                             | ↘287             |               |

| №  | Населённый пункт           | Тип     | Население | Муниципальное образование                    |
| -- | -------------------------- | ------- | --------- | -------------------------------------------- |
| 1  | Бакча-Сарай                | посёлок |           | Вахитовское сельское поселение               |
| 2  | Большие Меми               | село    |           | Большемеминское сельское поселение           |
| 3  | Брек                       | деревня |           | Шеланговское сельское поселение              |
| 4  | Ватан                      | деревня |           | Вахитовское сельское поселение               |
| 5  | Введенская Слобода         | село    |           | Введенско-Слободское сельское поселение      |
| 6  | Верхний Услон              | село    | ↘4140     | Верхнеуслонское сельское поселение           |
| 7  | Воробьевка                 | деревня |           | Нижнеуслонское сельское поселение            |
| 8  | Восточная Звезда           | посёлок |           | Введенско-Слободское сельское поселение      |
| 9  | Гаврилково                 | деревня |           | Бурнашевское сельское поселение              |
| 10 | Гребени                    | деревня |           | Вахитовское сельское поселение               |
| 11 | Десятидворка               | посёлок |           | Набережно-Морквашское сельское поселение     |
| 12 | Детский санаторий          | посёлок |           | Введенско-Слободское сельское поселение      |
| 13 | Егидерево                  | деревня |           | Коргузинское сельское поселение              |
| 14 | Елизаветино                | деревня |           | Введенско-Слободское сельское поселение      |
| 15 | Заборная Поляна            | деревня |           | Большемеминское сельское поселение           |
| 16 | Захваткино                 | деревня |           | Печищинское сельское поселение               |
| 17 | Ивановское                 | посёлок |           | Большемеминское сельское поселение           |
| 18 | имени Мулланура Вахитова   | деревня |           | Вахитовское сельское поселение               |
| 19 | Иннополис                  | город   | ↗3955     | город Иннополис                              |
| 20 | Исаево                     | деревня |           | Макуловское сельское поселение               |
| 21 | Казыльяры                  | деревня |           | Ямбулатовское сельское поселение             |
| 22 | Каинки                     | деревня |           | Бурнашевское сельское поселение              |
| 23 | Канаш                      | деревня |           | Канашское сельское поселение                 |
| 24 | Карамышиха                 | деревня |           | Соболевское сельское поселение               |
| 25 | Кзыл-Байрак                | посёлок |           | Шеланговское сельское поселение              |
| 26 | Кильдеево                  | село    |           | Кильдеевское сельское поселение              |
| 27 | Ключищи                    | село    |           | Октябрьское сельское поселение               |
| 28 | Клянчино                   | деревня |           | Макуловское сельское поселение               |
| 29 | Коргуза                    | село    |           | Коргузинское сельское поселение              |
| 30 | Крестниково                | деревня |           | Ямбулатовское сельское поселение             |
| 31 | Куралово                   | село    |           | Кураловское сельское поселение               |
| 32 | Лесные Моркваши            | село    |           | Набережно-Морквашское сельское поселение     |
| 33 | Ломовка                    | деревня |           | Бурнашевское сельское поселение              |
| 34 | Майдан                     | село    |           | Майданское сельское поселение                |
| 35 | Матюшино                   | село    |           | Октябрьское сельское поселение               |
| 36 | Медведково                 | деревня |           | Введенско-Слободское сельское поселение      |
| 37 | Набережные Моркваши        | село    |           | Набережно-Морквашское сельское поселение     |
| 38 | Нариман                    | деревня |           | Шеланговское сельское поселение              |
| 39 | Нижнее Озеро               | деревня |           | Канашское сельское поселение                 |
| 40 | Нижний Услон               | село    |           | Нижнеуслонское сельское поселение            |
| 41 | Никольский                 | посёлок |           | Набережно-Морквашское сельское поселение     |
| 42 | Новое Русское Маматкозино  | деревня |           | Новорусско-Маматкозинское сельское поселение |
| 43 | Октябрьский                | посёлок |           | Октябрьское сельское поселение               |
| 44 | Патрикеево                 | деревня |           | Коргузинское сельское поселение              |
| 45 | Петропавловская Слобода    | посёлок |           | Введенско-Слободское сельское поселение      |
| 46 | Печищи                     | село    |           | Печищинское сельское поселение               |
| 47 | Покровка                   | деревня |           | Набережно-Морквашское сельское поселение     |
| 48 | Посёлок имени Кирова       | посёлок |           | Верхнеуслонское сельское поселение           |
| 49 | Пустые Моркваши            | посёлок |           | Набережно-Морквашское сельское поселение     |
| 50 | Пятидворка                 | посёлок |           | Набережно-Морквашское сельское поселение     |
| 51 | Русское Бурнашево          | село    |           | Кураловское сельское поселение               |
| 52 | Русское Макулово           | село    |           | Макуловское сельское поселение               |
| 53 | Савино                     | деревня |           | Введенско-Слободское сельское поселение      |
| 54 | Сеитово                    | село    |           | Макуловское сельское поселение               |
| 55 | Соболевское                | село    |           | Соболевское сельское поселение               |
| 56 | Старое Русское Маматкозино | село    |           | Новорусско-Маматкозинское сельское поселение |
| 57 | Студенец                   | деревня |           | Верхнеуслонское сельское поселение           |
| 58 | Татарское Бурнашево        | село    |           | Бурнашевское сельское поселение              |
| 59 | Татарское Макулово         | деревня |           | Макуловское сельское поселение               |
| 60 | Татарское Маматкозино      | деревня |           | Новорусско-Маматкозинское сельское поселение |
| 61 | Ташёвка                    | село    |           | Вахитовское сельское поселение               |
| 62 | Теньковского лесничества   | посёлок |           | Майданское сельское поселение                |
| 63 | Тихий Плес                 | деревня |           | Бурнашевское сельское поселение              |
| 64 | Уланово                    | деревня |           | Кильдеевское сельское поселение              |
| 65 | Федяево                    | село    |           | Кильдеевское сельское поселение              |
| 66 | Харино                     | деревня |           | Кильдеевское сельское поселение              |
| 67 | Чулпаниха                  | село    |           | Соболевское сельское поселение               |
| 68 | Шеланга                    | село    |           | Шеланговское сельское поселение              |
| 69 | Юлдуз                      | деревня |           | Канашское сельское поселение                 |
| 70 | Юматово                    | село    |           | Бурнашевское сельское поселение              |
| 71 | Ямбулатово                 | село    |           | Ямбулатовское сельское поселение             |
| 72 | Янга-Болгар                | село    |           | Октябрьское сельское поселение               |
| 73 | Янга-Юл                    | посёлок |           | Шеланговское сельское поселение              |

## Экономика

### Промышленность
Согласно данным Татарстанстата, на территории Верхнеуслонского района в 2020 году действует 5 средних, 333 малых и микропредприятий, 433 индивидуальных предпринимателей. Доля субъектов малого и среднего предпринимательства в валовом территориальном продукте Верхнеуслонского муниципального района за период с 2015 по 2020 годы выросла с 26,8 до 33,8 %. За январь-сентябрь 2020 года в районе было отгружено товаров собственного производства по чистым видам экономической деятельности на 2,5 млрд рублей. Согласно данным Федеральной службы госстатистики, товаров собственного производства (без субъектов малого предпринимательства) за январь-сентябрь 2020 года было отгружено на 5,6 млрд рублей. Около 40 % от ВТП района приходится на IT-сферу города Иннополис.
Среди наиболее крупных предприятий района «Керамика-Синтез» и плодово-ягодный совхоз «Шеланговский» (село Шеланга), «Таткрахмалпаток» (село Куралово), Верхнеуслонский филиал «Татавтодор», завод по производству катеров и яхт «Velvette». Завод по выпуску кирпича «Керамика-Синтез» работает в селе Шеланга. Активы компании принадлежат крупнейшему холдингу Татарстана «ТАИФ». По состоянию на 2017 год компания производит 20 млн кирпичей в год. Из этих материалов возводились объекты Всемирной Универсиады 2013 года в Казани. В 2019 году компания произвела 21,3 млн штук керамического пустотелого условного камня.
Строительную сферу в районе также представляет предприятие Матюшинский карьер филиал «Татагрохимсервис», который осуществляет добычу известняка, идущего на нужды дорожно-строительного и сельского хозяйства республики. Объём произведённой продукции в 2018 году составил 59,7 млн рублей, среднесписочная численность работников — более 40 человек.
Завод по переработке рыбы «Дивный берег» производит порядка 90 видов рыбной продукции, имеет награды «100 лучших товаров России», «Лучшие товары Татарстана». Компания имеет розничную сеть «Осьминог».

### Сельское хозяйство
Ведущими отраслями сельского хозяйства являются молочное и мясное животноводство, выращивание зерновых и кормовых культур. Сельскохозяйственную отрасль представляют 4 крупных сельхозпредприятия — «Красный Восток-Агро», «Макулово», «Восток Зернопродукт», предприятие «Заря», филиал 4 агрофирмы «Нармонка», 46 крестьянско-фермерских хозяйств. По состоянию на 2020 год в пользовании сельхозтоваропроизводителей всех форм собственности находится: 54,1 тыс. га пашен; 8700 голов крупнорогатого скота, среди которых более 4000 коров, более 5000 свиней и более 500 лошадей. Всего в отрасли работает около 400 человек. В первой половине 2020 года валовая продукция сельского хозяйства района составила 26 млн рублей. От реализации сельскохозяйственной продукции ожидается получить 821 млн выручки.
Районная компания «Таткрахмалпатока» выращивает и производит из специальных сортов ржи и ячменя сухой ржаной ферментированный и ячменный солод, который потом поставляет в страны бывшего СНГ, Польшу, Литву и Китай. В 2017-м фирма занимала ведущие позиции в России в области производства концентрата квасного сусла, мальтозной патоки и солодовых экстрактов. По словам гендиректора, в 2019-м выручка компании составила 380 млн рублей.
Агрофирма «Верхний Услон» занимается переработкой молока, реализацией сливочного масла и спредов, в 2016-м отгрузил 22 993 тонны продукции. В 2018-м на предприятии планово заменили оборудование в маслоцехе и разработали проект увеличения суточного объёма перерабатываемого молока на 25 % и даже отремонтировал центральную дорогу в село Макулово, ведущую к предприятию. Таким образом объём произведённой продукции в 2018-м составил 617,6 млн рублей. В 2020-м завод достиг показателя 60-70 тонн переработанного молока в сутки. Издание Е-Kazan включило их масло в пятёрку лучших по Татарстану.

### Инвестиционный потенциал
В 2010 году президент Татарстана Рустам Минниханов озвучил идею создания наукограда на территории Верхнеуслонского района. В 2012 году основали город Иннополис с одноимённым университетом в центре. Официальное открытие города состоялось через три года. Город имеет статус особой экономической зоны (ОЭЗ). Площадь 1200 га предназначена для размещения офисов компаний-резидентов и лабораторий. Резиденты получают льготы по налогу на прибыль, транспорт, имущество, землю и страховые взносы, на доходы — при применении упрощённой системы налогообложения. По состоянию на декабрь 2020 года в ОЭЗ работают 108 компаний-резидентов и 18 партнёров. В общей сложности компании создали в районе 3,8 тыс. рабочих мест. На декабрь 2020 года инвестировано 16,9 млрд рублей, причём только за 2019 год инвестиций было почти вдвое больше, чем за все предыдущие годы.
В Иннополисе находятся два технопарка. Первыми арендаторами площадей в 2014 году стали «Ак Барс-Банк» и «Почта России». Открытие второго индустриального парка имени Лобачевского, площадь которого составляет 30 тыс. м², запланировано на 2021 год. Потенциальные резиденты, с которыми уже ведутся переговоры о сотрудничестве, планируют работать над проектами в области микроэлектроники и электромеханики, а также совместно с Университетом Иннополис развивать направление по промышленной робототехнике и беспилотным аппаратам.
За январь-июнь 2020 года общий объём инвестиций в основной капитал района без учёта бюджетных средств составил 1 млрд 455 млн рублей. А уровень безработицы за этот период в районе показал 1,96 %.

### Транспорт
Через район проходят две федеральные трассы: «М-7 „Волга“ Москва — Н. Новгород — Казань — Уфа» и Р-241 «Казань — Буинск-Ульяновск». Другие важные автодороги: Р-241 — Верхний Услон, Уланово (Р-241) — Большие Кайбицы, Октябрьский (Р-241) — Камское Устье. Через район пройдёт платная автомагистраль М12 «Восток» Москва — Казань — Екатеринбург, которая станет частью международного транспортного коридора «Европа — Западный Китай» и включает новый мост у села Гребени. В летнее время года действует паромная переправа «Верхний Услон — Старое Аракчино», зимой круглосуточно работает ледовая переправа, в межсезонье функционируют судна на воздушной подушке. В 2018—2019 годах за счёт программы субсидирования сельского транспорта в районе открыли три муниципальных маршрута: Верхний Услон — Шеланга, Верхний Услон — Канаш, Верхний Услон — Иннополис.
В 2018 году власти региона объявили о намерениях проложить канатные дороги от Верхнеуслонского района до Казани. В частности, международная компания Leitner Ropeways предложила связать Верхний Услон и Храм всех религий. Протяжённость трассы должна составить 2 км, пропускная способность — 1200 человек в час. Предполагаемая стоимость проекта — 9 млн евро. Проект находится на стадии поиска инвесторов.
Крупнейшие населённые пункты района связаны пригородным автобусным сообщением с Казанью (расстояние от райцентра и сёл до Казани по автодорогам составляет 35-55 км).

## Экология
На территории района располагаются 10 природных памятников: «Горный сосняк» площадью 70 га, «Каменный овраг», «Стратиграфический разрез казанского и уржумского ярусов у посёлка Кзыл- Байрак» — возраст местонахождения 260 млн лет, овраг «Черёмушки», «Клыковский склон», «Ташевские склоны», «Кураловские родники», «Река Сулица». Памятник природы «Печищинский геологический разрез» является популярным местом среди геологов всего мира, так как каждый слой породы соответствует разной эпохе. Здесь были обнаружены ископаемые остатки верхнепермской фауны и флоры: ганоидных рыб, моллюсков, морских лилий и водорослей. Памятник природы «Зоостанция КГУ — массив „Дачный“» включает в себя одноимённую зоологическую станцию, основанную в 1916 году.

## Социальная сфера
По состоянию на 2020 год в районе работают 16 общеобразовательных учреждений, в которых обучается 2097 детей. В 15 детских садах воспитывается 879 детей. На базе Матюшинской средней школы с 9 класса можно обучиться профессии тракториста-машиниста сельскохозяйственного производства. В селе Верхний Услон работает детско-юношеская спортивная школа. В районе действует сеть учреждений культуры: централизованная клубная система на 29 филиалов и библиотечная система на 25 филиалов, детская школа искусств, краеведческий музей, открывшийся в 2001 году. Издаётся районная газета «Волжская новь» на русском языке.
С 1920 по 1940 годы известный композитор Салих Сайдашев проводил летние месяцы в селе Кызыл Байрак. В память об этом местные жители ежегодно, начиная с 2000 года, устраивают музыкальный праздник, посвящённый его творчеству. На мероприятии выступают артисты и музыканты республики, а в 2005 году произведения композитора впервые прозвучали в исполнении симфонического оркестра.

### Достопримечательности
В районе расположена бывшая паровая мельница Торгового дома «Иван Оконишников и сыновья», архитектурный памятник постройки 1895 года. В одном из зданий предприятия находится музей имени Янки Купалы, поэта, эвакуированного в район во время Великой Отечественной войны. По статистике, в 2017 и 2018 году музей посетили более 10 тысяч туристов. В селе Ключищи расположена усадьба маркизов Паулуччи конца XIX — начала XX веков, которая находится в аварийном состоянии и идёт поиск инвесторов для её реставрации. В рамках программы развития туризма в районе в 2018 году открыли гостевой дом «Введенская Усадьба» в селе Введенская Слобода с видом на реку Свиягу и на остров-град Свияжск и резиденцию «Дом Волги» в селе Верхний Услон. В районе расположены пригородные дачные массивы и коттеджи, действуют дома и базы отдыха (Пустые и Набережные Моркваши, Шеланга и другие), конно-спортивный комплекс (Шеланга) и современный круглогодичный горнолыжный спортивно-оздоровительный комплекс межрегионального значения «Казань».
На территории района расположено множество исторических храмов, в их числе:
- Храм Введения Пресвятой Богородицы (село Введенская слобода), построенный в 1782 году, в настоящее время в нём находится подворье Макакрьевского мужского монастыря и ведутся восстановительные работы[68]
- Храм святителя Николая Чудотворца (село Верхний Услон), построенный в 1831 году[69]
- Двухпрестольный храм Рождества Христова (село Шеланга), построен в 1783 году[70]
- Храм преподобного Сергия Радонежского (село Нижний Услон), построен в 1890 году[71]
- Храм в честь святителя Николая Чудотворца (село Коргуза), построен в 1887 году[72]
- Церковь иконы Божией Матери «Неупиваемая Чаша» (село Куралово), построена в 2001 году[73]
- Колокольня церкви Спаса Преображения (село Майдан), построена в 1768 году[74]
- Храм положения Ризы Господней (село Тихий Плёс), построен в 1877 году[75]
- Храм Нерукотворного Образа Спасителя (село Уланово), построен в 1802 году[76]

### Известные уроженцы
- Кафиль Фахразеевич Амиров — прокурор Республики Татарстан, родился в 1949 году в деревне Нариман Верхнеуслонского района[77]
- Владимир Вячеславович Белокуров — актёр театра и кино, народный артист СССР, родился в 1904 в селе Нижний Услон Свияжского уезда[78]
- Семён Васильевич Коновалов — Герой Советского Союза, родился в 1920 году в селе Ямбулатово[79]
- Илья Андреевич Майоров — революционер, член ВЦИК третьего созыва (1918), заместитель наркома земледелия РСФСР, родился в 1890 году в селе Тихий Плёс.